# إحسان دغرامجي
 إحسان علي دُغرامجي (بالتركية: İhsan Doğramacı) (3 أبريل 1915 - 25 فبراير 2010): طبيب أطفال وتربوي ورجل اعمال تركي من أصل تركماني عراقي ولد في أربيل، العراق.
كان دغراماجي طبيب الأطفال ومؤسس العديد من المشاريع التنموية. أسس جامعة بيلكنت، وهي جامعة خاصة رائدة وجامعة حجة تبة التي تعتبر واحدة من اعلى الجامعات العامة مرتبة في تركيا والتي تتخصص في العلوم الطبية في العاصمة التركية أنقرة، شغل منصب رئيس المجلس التنفيذي لليونيسيف، والرئيس المؤسس لمجلس التعليم العالي تركيا (YÖK)، والمدير التنفيذي ورئيس الرابطة الدولية لطب الأطفال (IPA)، وشارك في الدول المصدقة على دستور منظمة الصحة العالمية، وكان أول رئيس مجلس الأمناء في منظمة الصحة العالمية منذ عام 1985.
عرضت عليه مناصب قيادة سياسية كثيرة مثل وزارة الشؤون الخارجية ورئاسة الوزراء من قبل جمال كورسل وسليمان دميرل لكنه رفض.
يتحدث دغراماجي اللغات التركية والإنجليزية والفرنسية والألمانية والعربية والفارسية. قام بكتابة وتأليف أكثر من 100 مقالة علمية وثلاثة كتب زستة فصول، وشغل منصب رئيس تحرير أربعة مجلات طبية.